# Josephine Cecilia Diebitsch Peary
Josephine Cecilia Diebitsch Peary (Maryland, 22 de mayo de 1863 – Portland, 19 de diciembre de 1955) fue una autora y exploradora estadounidense. Fue la primera mujer en realizar una expedición al Ártico. Descubrió que Groenlandia era una isla y no una península como se pensaba hasta entonces.

## Biografía
Nació en Maryland (EE. UU.), el 22 de mayo de 1863. Era hija del militar prusiano Hermann Henry Diebitsch y Magdalena Augusta Schmid. Vivía con sus padres en una pequeña granja familiar en Maryland, hasta que esta fue destruida durante la guerra de Secesión, por lo que la familia tuvo que trasladarse a Washington. Josephine creció y se crio junto con sus hermanos pequeños, Emil Diebitsch y Marie Diebitsch.
Josephine Diebitsch estudió en la Spencerian Business College, una escuela de negocios, donde se graduó como la mejor estudiante en 1880. Tras esto, Josephine Diebitsch obtuvo un puesto de copista y secretaria en el Departamento del Interior de los Estados Unidos, y en el Smithsonian Institute, donde su padre ejercía como profesor.
Uno de sus trabajos más conocidos es My Artic journal (1893), obra que escribió durante su expedición al Ártico (1891-1892). Este trabajo le dio al mundo una imagen real de la cultura inuit y de la geografía ártica.
Josephine Peary no fue una simple acompañante de su marido, Robert Peary, en las expediciones a Groenlandia. Fue una parte activa y participativa en los viajes, realizando trabajo de documentación, caza y cocina, y demostrando así su valía.
Después de la muerte de su marido, Josephine Diebitsch se estableció en Portland en 1932.Todo el tiempo que Josephine Peary vivió tras la muerte de Robert Peary no dejó de defender su hazaña de alcanzar el Polo Norte, que fue cuestionada por muchos.
Josephine Peary falleció el 19 de diciembre de 1955, a los 92 años. Sus restos reposan junto a su marido en el Cementerio de Arlington.

## Expediciones

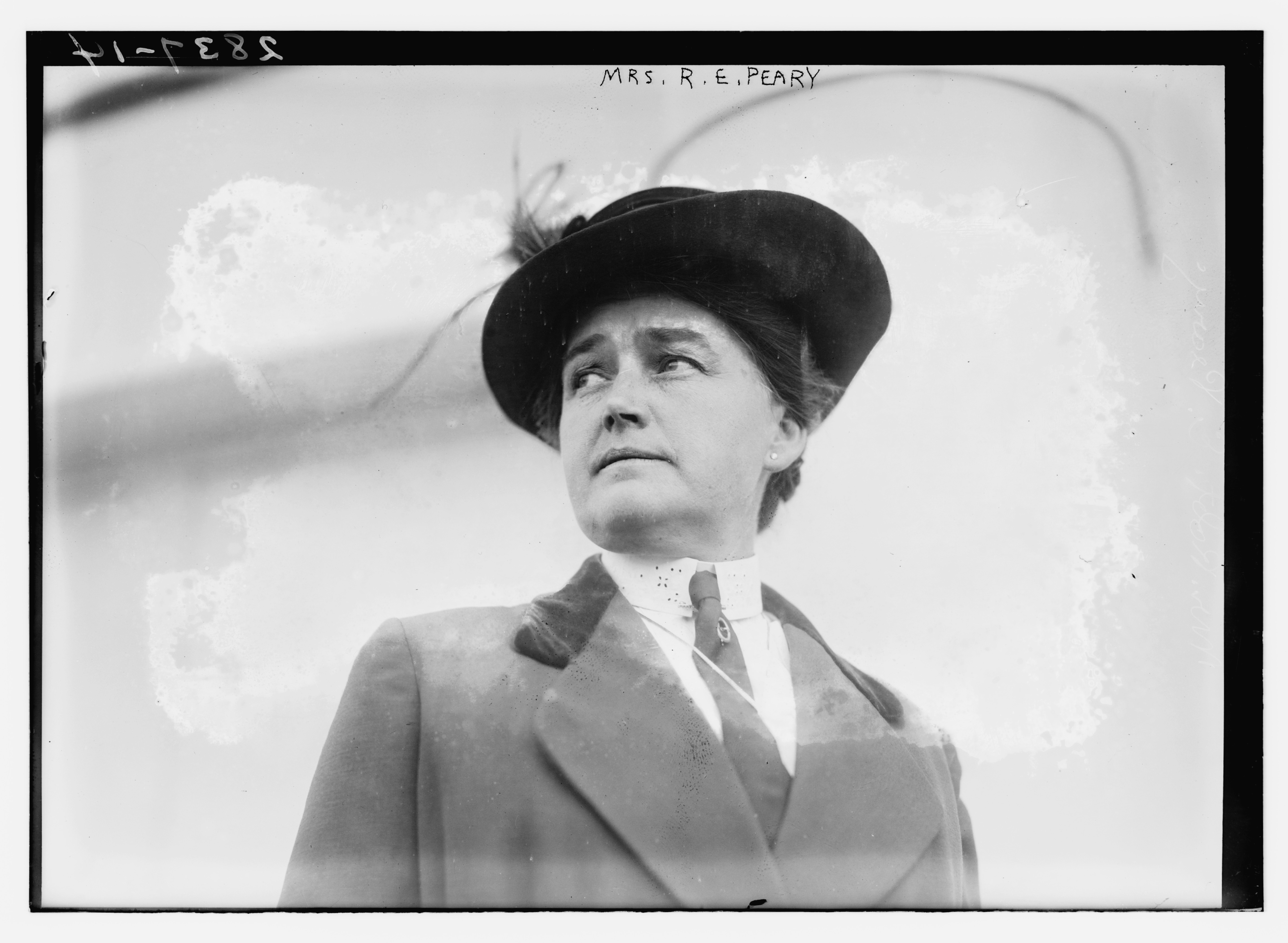
Retrato fotográfico, hacia 1913.

Su matrimonio con Robert Peary fue bastante fructífero, ya que pudo acompañar a este a varias de sus expediciones al norte. Tuvo que superar la falta de confianza de algunos compañeros de Robert, que no veían con buenos ojos que una mujer les acompañara hasta aquellos lugares tan complicados. Sin embargo, pronto se ganaría su confianza al mostrar sus habilidades para la caza y la cocina.
El primer viaje que realizó Josephine fue a Groenlandia en 1891, acompañada de su marido. Algo histórico, puesto que se convirtió en la primera mujer en realizar una expedición al ártico.
La expedición invernó en McCormick bay, aproximadamente a medio camino entre el Círculo polar ártico y el Polo Norte.
Las vivencias que Josephine tuvo en esta expedición fueron las que le animaron para publicar su primera obra Mi diario ártico. Se trata de una obra singular, ya que la mayoría de narrativas sobre el Ártico destacan su carácter inhóspito. Sin embargo, en la obra de Josephine Diebtisch podemos apreciar otro tono, presente en fragmentos como este:
“…Si las paredes pudiesen hablar contarían algunas de las horas muy agradables de estancia allí de los miembros de la Expedición del Norte de Groenlandia de 1891 a 1892, y de muchos meses de sólido consuelo real y la felicidad que goza la mujer que, cuando deja casa y amigos, se la advierte que se prepare para soportar todo tipo de penurias…”
Durante la publicación de su libro en 1893, Josephine Diebitsch se encontraba otra vez en el Ártico, a pesar de estar embarazada. De hecho, dio a luz durante la expedición a Marie Ahnighito Peary, a treinta grados bajo cero, un curioso caso que la prensa del momento bautizó como “el bebé de las nieves”, nombre con el que titularía su segundo libro, Snow baby (1901).
En 1897 realizó una nueva expedición al Ártico, esta vez para convivir con los inuit y aprender su modo de vida en estas tierras.
Con el cambio de siglo, Josephine Diebitsch decidió embarcarse en una nueva expedición, esta vez para socorrer a su marido, quien había sufrido la amputación de ocho dedos de sus pies por congelación. Sin embargo, el Windmard, barco donde viajaba, sufrió un accidente con un iceberg, por lo que tuvo que pasar el invierno en Ellesmere, Groenlandia. Allí recibió una dura noticia, ya que se enteró de que su marido mantenía relaciones con una mujer inuit, teniendo incluso dos hijos con ella. Esto supuso un duro golpe para Josephine, la cual, a pesar de todo, decidió no abandonar a Robert, y convivió con Allaka, la nueva esposa inuit del explorador.

## Premios
En 1955, la National Geographic Society le otorgaba a Josephine Diebitsch la Medalla al Logro por su implicación incondicional al mundo de las expediciones árticas.

## Obras

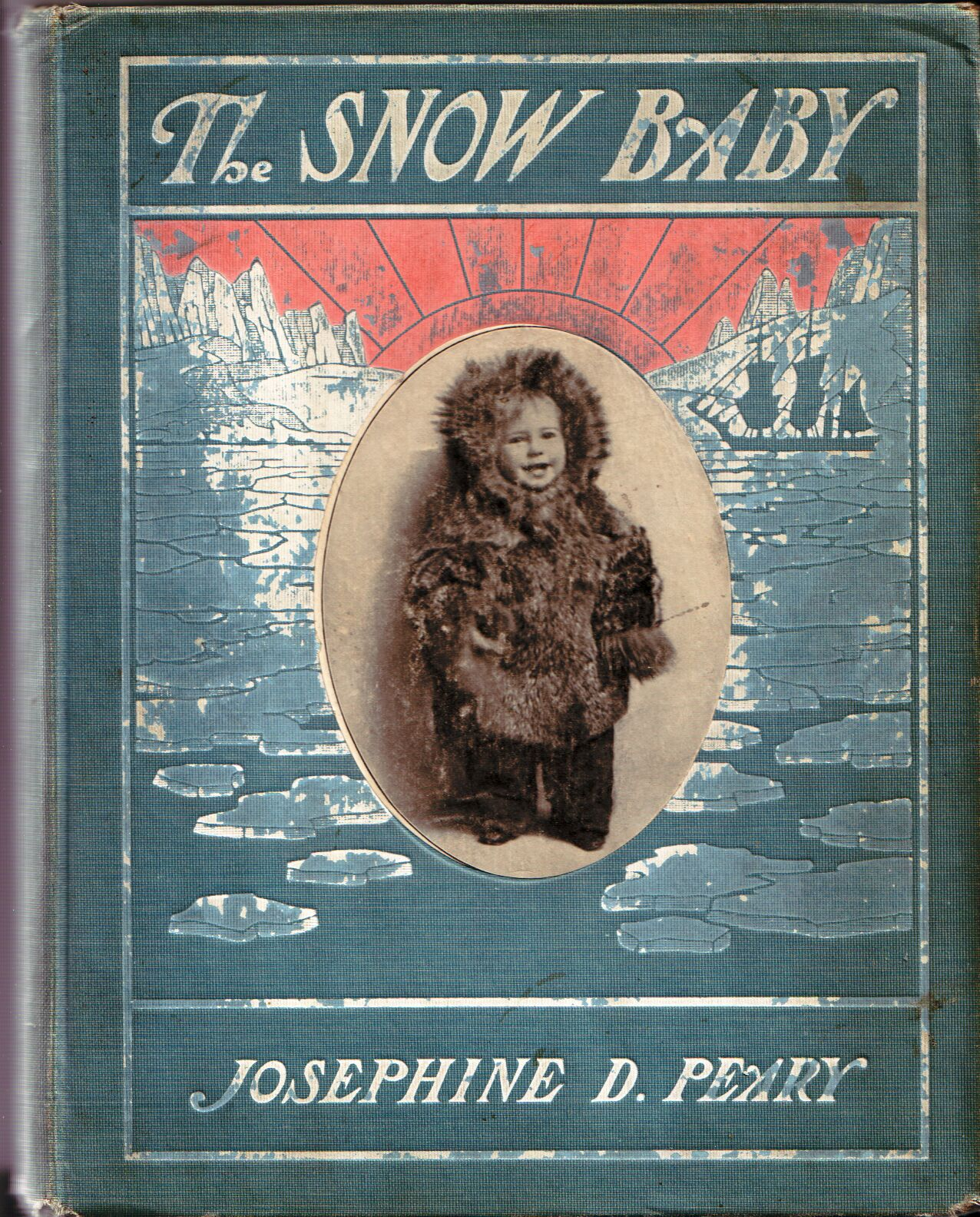
Su libro: El bebé de las nieves.

- My Arctic Journal (1893). Edición en castellano: Diario ártico. Un año entre los hielos y los inuit. (La línea del horizonte ediciones), 2019.
- The Snow Baby (1901).
- Children of the North (1903).

## En la ficción
Se estrenó una película que cuenta su vida con el título de “Nadie quiere la noche”, dirigida en 2015 por Isabel Coixet, y con Juliette Binoche en el papel de Josephine Diebitsch.